# Метаболічна мережа
Метаболі́чна мере́жа — це сукупність фізичних процесів, які визначають фізіологічні і біохімічні властивості клітини. До метаболічних мереж входять хімічні реакції обміну речовин, метаболічні шляхи, а також регуляторні взаємодії, які керують цими реакціями.
Із початком ери повного секвенування геномів зараз можливо реконструювати мережу біохімічних реакцій багатьох організмів, від бактерій до людини. Метаболічні мереж доступні в інтернеті у сервісах:
- Кіото енциклопедія генів та геномів (англ. Kyoto Encyclopedia of Genes and Genomes — KEGG) — ;
- EcoCyc ;
- BioCyc ;
- metaTIGER .

Метаболічні мережі є потужним механізмом для вивчення та моделювання обміну речовин.